# Zeitschrift für Bergrecht
Die Zeitschrift für Bergrecht (ZfB) ist eine vierteljährlich in Deutschland im Auftrag des Bundesministeriums für Wirtschaft und Klimaschutz im Carl Heymanns Verlag erscheinende Fachpublikation.
In der ZfB werden die den Bergbau betreffende Gesetzgebung, Rechtsprechung und für die Verwaltungsbehörden bedeutsame ministerielle Bekanntmachungen veröffentlicht. Außerdem beinhaltet die Zeitschrift Aufsätze zur bergrechtlichen Thematik.
Eine Langzeitarchivierung der Zeitschrift ist in der Universitäts- und Landesbibliothek Bonn gewährleistet.

## Geschichte
Die Zeitschrift für Bergrecht wurde 1860 im Umfeld des preußischen Oberbergamtes Bonn durch Hermann Brassert und Heinrich von Achenbach gegründet. Binnen kurzer Zeit entwickelte sie sich zum führenden Fachblatt des deutschsprachigen Raumes und wurde international anerkannt.
Neben neuen bergbaulichen Rechtsvorschriften in Preußen, in den übrigen deutschen und deutschsprachigen Ländern und in der gesamten Welt veröffentlichte die ursprünglich als Brasserts Zeitschrift für Bergrecht erscheinende Publikation Fachaufsätze renommierter Bergrechtler. Zu den Autoren gehörten unter anderem Karl Edwin Leuthold, Georg Heinrich Wahle aus Sachsen und Theodor Oppenhoff.